# Iberoneta nasewoa
Iberoneta nasewoa là một loài nhện trong họ Linyphiidae. Chúng được Christa L. Deeleman-Reinhold miêu tả năm 1984.